# Long Now Foundation
La Long Now Foundation es una organización privada sin ánimo de lucro fundada en 1996 con el objetivo de fomentar el pensamiento a largo plazo, coordinando diversos foros de debate y proyectos sobre temas que afectarían a la humanidad los próximos 10.000 años, y buscando convertirse en la base de una institución cultural a muy largo plazo.
La fundación mantiene varios proyectos como el Proyecto Rosetta, el Reloj Long Now, Long Bet Project el Timeline Tool de código abierto y diversos seminarios mensuales sobre temas como la prolongación de la vida, el proyecto SETI, la ecología, las posibles amenazas para la supervivencia de la humanidad, o la naturaleza del tiempo.
De una manera similar al calendario holoceno, la fundación emplea fechas con 5 dígitos para evitar el problema del año 10.000 (por ejemplo, escribiendo "02019" en lugar de "2019"). El logotipo de la organización, una X con una línea por encima, es una representación del número 10.000 en números romanos.
La dirección de la fundación incluye a Danny Hillis, Stewart Brand, Brian Eno, Kevin Kelly, Esther Dyson y Doug Carlston.

## Filosofía
Long Now Fundation se presenta como la semilla de una institución a muy largo plazo. Esta autodefinición se debe a su objetivo de fomentar el pensamiento a largo plazo y el debate lento. Un ejemplo de su modus operandi podría ser la nomenclatura de los años mediante cinco dígitos para resolver el problema del año 10000, proyectándose de esta manera a un futuro remoto. 
Nace en un momento en que consideran que nuestra sociedad esta acomodada en una cultura que fomenta la visión del "más rápido y más barato". Esta tendencia se debe a la aceleración de los avances tecnológicos, la economía de mercado, las democracias proyectadas a elecciones o a las tareas múltiples que encontramos en nuestra vida diária. Este ritmo frenético nos ha inculcado un intervalo de atención patológicamente corto, que nos impide tomar responsabilidades meditadas. A todo esto, Long Now Fundation quiere explorar todo lo que sea útil para pensar comprender y actuar de forma responsable durante largos períodos de tiempo.

## El reloj de los 10.000 años
Este reloj es un invento de Danny Hillis, quien en una declaración optimista, propone el reloj como un reto para nuestra sociedad de no extinguirnos. Consideraba que, si la edad de nuestra civilización es de 10.000 años, necesitamos como comunidad un reto para sobrevivir 10.000 años más: un reloj del que nuestros descendientes se preocupen. Es un mecanismo que se proyecta hacia el futuro de una manera material y que nos responsabiliza como sociedad, pues supone un compromiso ante la historia, ya que nadie quiere ser recordado como el destructor del reloj por sus descendientes. Por lo tanto, es una responsabilidad generacional ante el fracaso. También podríamos considerar el reloj como la herramienta que nos permite recordar que si un mecanismo puede funcionar durante 100 siglos, ¿por qué nosotros cómo sociedad no podemos seguir existiendo? Por lo tanto, es una propuesta para sobrevivir cómo sociedad actual mediante proyectos intergeneracionales que futuros conocimientos puedan finalizar.  

##### Localización
Las dimensiones del reloj son importantes: un total de 150 metros de altura. Esta excepcionalidad requiere que su ubicación también lo sea. El reloj se construirá dentro de una montaña vacía de piedra caliza, cerca de Van Horn, en la cordillera de Sierra Diablo, Texas. Es un lugar de muy difícil acceso, pues solo se puede acceder por un túnel a 1500 metros de altitud, es decir, a la parte más alta del desierto. La localización en el caso del reloj es muy importante, pues actuará como almacenamiento de un material que debe estar en buen estado durante 100 siglos. Esta montaña es el lugar ideal ya que se encuentra en un desierto seco y con una temperatura que mantendrá en buen estado el reloj. La amenaza más importante que sufre el reloj es la humana, pues es impredecible. Por esto, se ha construido en un lugar de muy difícil acceso para los visitantes, por su altitud y su camino dificultoso. Los ideólogos consideran su acceso una especie de peregrinaje. Pese a todo, esta solución es un proyecto de futuro, ya que aún no se ha abierto al público. 

##### Historia
El primer paso del proyecto fue construir un prototipo que se acabó, justo a tiempo, en la víspera de la noche de Fin de Año de 1999. Ante una pequeña multitud, el reloj se introdujo en el nuevo milenio, el año 2000. Este prototipo está expuesto en el Museo de Ciencias de Londres.
Después de 25 años ideando el proyecto, en febrero de 2018 se inició su construcción gracias a la inversión de Jeff Bezos, fundador de Amazon, de 42 millones de dólares. También ha dado a la causa el terreno dónde se construirá el reloj.
Los diseñadores del proyecto esperan que sea el primero de muchos otros que se irán construyendo a lo largo del tiempo. Hoy en día hay un segundo lugar dónde se plantea construir el segundo reloj. Este se encuentra en Nevada, en un lugar rodeado de pinos con cinco milenios de antigüedad. Esta especie de pinos son el organismo más longevo del planeta; por esto, establecerán allí el segundo reloj, pues se trata de una zona con especies milenarias. 

##### Mecanismos
El reloj está formado por materiales resistentes y estables que incluyen el titanio, la cerámica y el acero inoxidable. A pesar de ser un reloj clásico es muy sofisticado. Está formado por diversas partes expuestas a lo largo de un túnel muy profundo a causa de su altura.
La primera parte del reloj es el contrapeso del sistema de accionamiento del reloj, formado por una gran pila de discos de piedra que suministran la energía para accionar el péndulo. A continuación encontramos un molinillo horizontal o un cabrestante como el torniquete del áncora de un antiguo barco de vela. Esta es la parte que interpela directamente al visitante, pues éste habrá  de empujar el cabecero del reloj y alzar sus piedras para activarlo.

Representación del mecanismo de la cruz de malta de los 20 engranajes del reloj.

Seguidamente encontramos los 20 engranajes que configuran el cuerpo del reloj. Estos tienen un tamaño considerable: cada uno mide 2,5 metros de diámetro y pesa  453 kg. Son los responsables de las melodías que los timones harán sonar en el interior de la montaña. Las melodías de las campanas nunca serán las mismas, de acuerdo con el pensamiento del tiempo como un objeto progresivo en lugar de reciclado. Podríamos decir que los engranajes configuran casi un sistema informático gracias a un elaborado sistema de ranuras y correderas que realizan una serie de cálculos digitales para generar 3,5 millones de melodías diferentes, pareciéndose pues a la máquina diferencial de Babbage. El reloj es pues el único mecanismo que puede calcular sin electricidad, convirtiéndose así en el ordenador más lento del mundo. Estos engranajes funcionan con el mecanismo de la Cruz de Malta, que convierte un movimiento circular continuo en un movimiento circular discontinuo.
Finalmente, en la parte superior del túnel encontramos la cara del reloj, de unos 2,5 metros de diámetro. Esta muestra los ciclos naturales del tiempo astronómico, el ritmo de las estrellas y los planetas, entre otros. También cumple la función básica de un reloj: dar la hora del día; pero no es tan fácil. El visitante encontrará la hora del día que era cuando la última persona lo visitó. Eso se debe a un consciente ahorro de energía, ya que el movimiento de marcaje consume menos energía que los mecanismos que activan las campanas. Para ver la hora correcta has de hacer girar el molinillo horizontal que hemos mencionado al inicio, hasta un cierto punto, donde se parará y mostrará la hora y la fecha actuales. A pesar de esto, el reloj está diseñado para funcionar durante 10.000 años aun sin que nadie lo visite, es decir, sin recibir visitas. Si durante un largo período de tiempo nadie lo actualiza, el reloj obtendrá la energía a partir de las diferencias de temperatura entre el día y la noche. La luz solar entrará por una ventana de safir orientada hacia el sur, situada en lo alto de la montaña, y calentará una cámara de aire que terminará haciendo girar un cilindro de grafito. Este sistema suministrará energía suficiente para mantener el péndulo en movimiento y también servirá para corregir la hora del reloj a partir de la posición del sol a mediodía. Por tanto, és primer reloj a gran escala que funcionará con energía térmica.
Otras partes del reloj se encuentran a oscuras. Teniendo en cuenta que el reloj solo dispone de un único punto de luz situado en la parte superior de túnel, la mayoría de sus partes están a oscuras o en penumbra. Más a dentro encontramos el péndulo, rodeado por un escudo de vidrio de cuarzo para evitar el polvo o movimientos de aire. Es un conjunto de titanio de casi 2 metros que finaliza con pesas de titanio de medida futbolística. Éste oscilará con un período de 10 segundos, impulsado por un típico mecanismo de escape y con la energía suministrada por el gran peso de piedra que hemos mencionado al principio.

##### Tiempo
El sistema de engranajes con base en los mecanismos de la Cruz de Malta hacen que el tiempo sea mucho más preciso que si los comparamos con los engranajes convencionales. Esta precisión es fundamental, ya que el reloj calcula diversos tipos de tiempo a la vez.
Este reloj estaría dividido en milenios, en lugar de horas, y utilizaría los siglos como minutos y los años como segundos.

## Otros proyectos
Stewart Brand y Ryan Phelan cofundaron Revive & Restore en 2012 con la idea de aportar soluciones biotecnológicas a la conservación. Los fundadores reconocieron que las iniciativas tradicionales de conservación no eran suficientes para salvar a algunas de las especies más amenazadas del mundo y que se necesitaban nuevas tecnologías. La Long Now Foundation creó el grupo hasta 2017, cuando se convirtió en una organización 501(c)(3) independiente.